# Dark Sky Island
Dark Sky Island osmi je studijski album Irske glazbenice Enye. Diskografska kuća Warner Bros. Records objavila ga je 20. studenog 2015. diljem svijeta, dok ga je istog dana u SAD-u objavio Reprise Records. Nakon izdavanja albuma And Winter Came … (2008.) Enya je uzela duži odmor od pisanja i snimanja glazbe. U studio se vratila 2012. kako bi sa svojom dugogodišnjom autoricom tekstova Romom Ryan i producentom Nickom Ryanom snimila Dark Sky Island. Enya izvodi sve vokale i instrumente kroz cijeli album osim kontrabasa, koji svira Eddie Lee na pjesmi "Even in the Shadows".

## Produkcija

### Pozadina
Nakon albuma And Winter Came... (iz 2008.) Enya je uzela duži odmor od pisanja i snimanja glazbe kako bi putovala i kupila kuću na jugu Francuske. Rad na novom albumu na neko je vrijeme bio odgođen i zato što je Aigle Studios, njezin dotadašnji studio za snimanje u Dún Laoghaireu, Dublinu, Irskoj, 2011. godine bio u procesu renoviranja.

### Pjesme
"The Humming..." je pjesma "koja potiče razmišljanja o svemirskom ciklusu i o tome kako promjena utječe na sve". Prema Nickyju Ryanu pjesma je počela kao kratka melodija koju je Enya pjevušila. Dodao je kako naziv potječe od zvuka ranog svemira, što je oko 47 oktava ispod najniže tipke klavira, te da je stoga počeo raditi na kompresiji i promjeni frekvencija vibracija kako bi ih ljudi mogli čuti. Takav je ton prvi primijetio Planckov svemirski teleskop, koji je zvuk pretvorio u zujanje.
"So I Could Find My Way" (Kako bih mogao/la pronaći svoj put) skladana je u D-duru. Enya je opisala melodiju "veoma osjećajnom". Pjesma je posvećena Nickovoj preminuloj majci Moni te govori o "majci koja nastavlja dalje", što je "nešto veoma univerzalno... Mislite o svemu što je ostavila tijekom života. To ćete uvijek pamtiti. Kakve je priče imala, što se nadala da ćete doživjeti; nada da ćete pronaći svoj put".
Dvije pjesme sadrže i riječi na loksjanskom jeziku, koji je stvorila Roma Ryan, prvi put od albuma Amarantine (iz 2005.). Pjesme se usredotočuju na "intergalaktičke teme" i futurističke priče s onog svijeta za koje se Roma Ryan koristi loksjanskim, iako je takva tema prisutna i u neloksjanskoj "Astra et Luna".
"Echoes in Rain" skladana je u fis-molu te sadrži "ritam marša kojim se slavi kraj puta". Pjesma uključuje klavirski most sličan Enyinim solo klavirskim pjesmama na prijašnjim albumima. Enyini vokali protežu se dvjema oktavama (od B2 do E5). Riječi opisuju osjećaje tijekom dugog povratka kući, putovanja noću i danju, dok stihovi opisuju promjenu okoliša i emocija.
"I Could Never Say Goodbye" irska je naricaljka s "prorjeđenim, slavopojnim rasporedom".
"Sancta Maria" spaja sintesajzere s klasičnim instrumentima.

## Popis pjesama
Sve riječi je napisala Roma Ryan, svu glazbu skladala je Enya, dok je producent Nicky Ryan. Sve instumente (osim kontrabasa u pjesmi "Even in the Shadows") i vokale izvodi Enya.
| Br. | Skladba                     | Trajanje |
| --- | --------------------------- | -------- |
| 1.  | »The Humming...«            | 3:42     |
| 2.  | »So I Could Find My Way«    | 4:25     |
| 3.  | »Even in the Shadows«       | 4:13     |
| 4.  | »The Forge of the Angels«   | 5:12     |
| 5.  | »Echoes in Rain«            | 3:33     |
| 6.  | »I Could Never Say Goodbye« | 3:28     |
| 7.  | »Dark Sky Island«           | 4:56     |
| 8.  | »Sancta Maria«              | 3:50     |
| 9.  | »Astra et Luna«             | 3:20     |
| 10. | »The Loxian Gates«          | 3:33     |
| 11. | »Diamonds on the Water«     | 3:33     |

| 12. | »Solace«              | 3:56 |
| 13. | »Pale Grass Blue«     | 3:33 |
| 14. | »Remember Your Smile« | 2:57 |